# IJssellinie

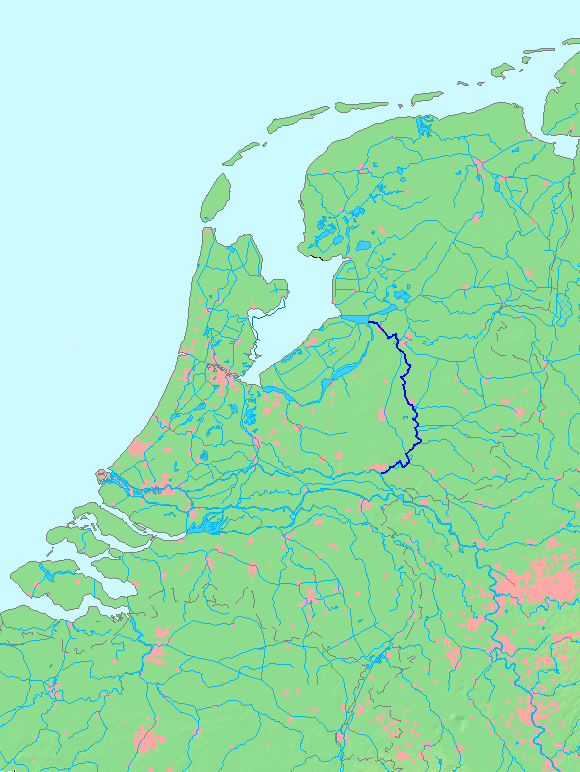
De Gelderse IJssel vormde de ruggengraat van de IJssellinie

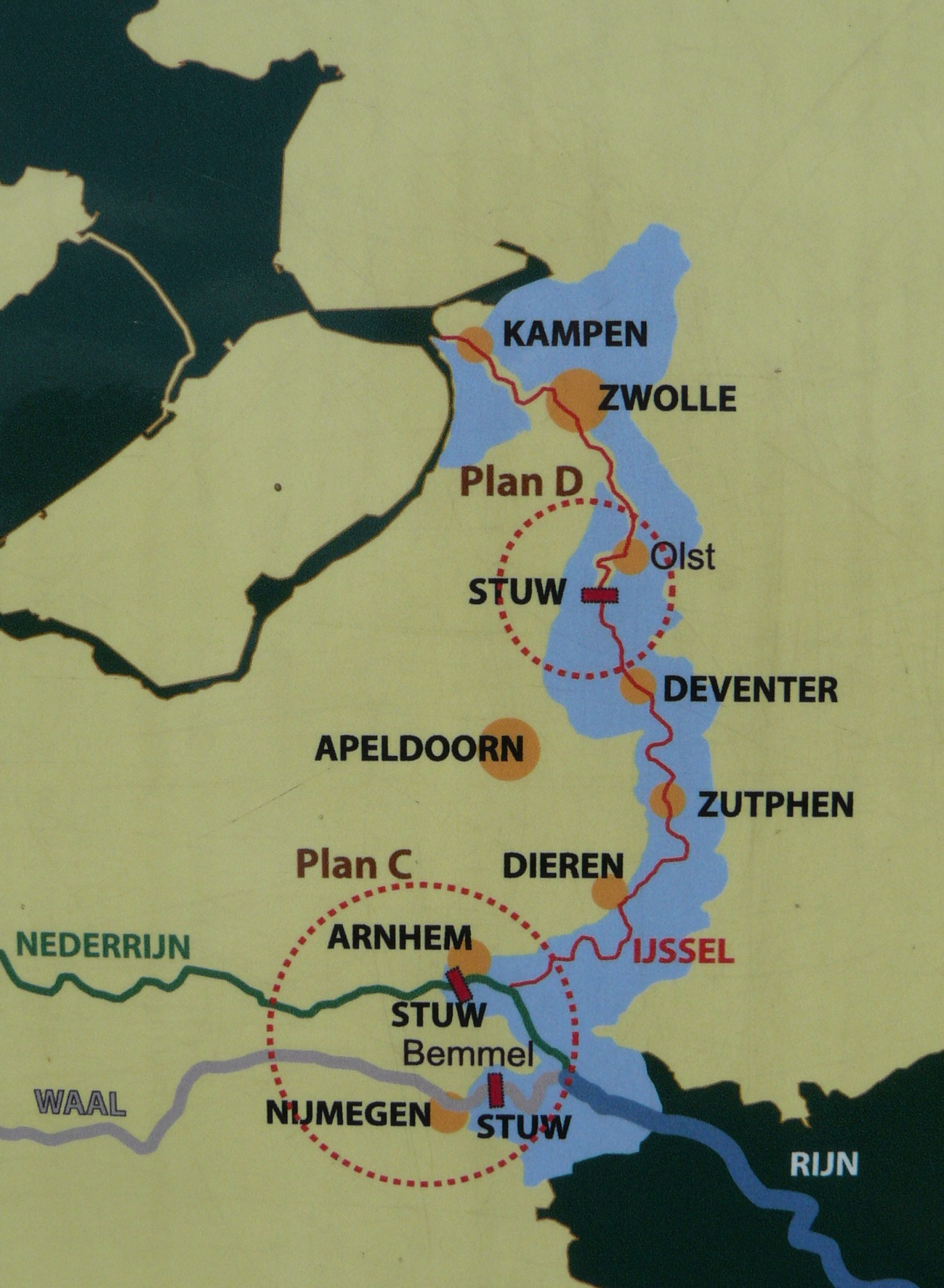
Detailkaart IJssellinie, in lichtblauw is het gebied aangegeven dat onder water zou komen te staan

De IJssellinie was een militaire verdedigingslinie die tussen 1951 en 1954 langs de IJssel gebouwd werd om Nederland door middel van inundatie (het onder water zetten van land) te beschermen tegen een landinvasie vanuit het oosten. Hoewel de IJssel meerdere malen cruciaal bleek bij de verdediging van Nederland, in het bijzonder tijdens het Rampjaar (1672) en de Duitse aanval op Nederland in 1940, werd pas tijdens de Koude Oorlog besloten tot de bouw van een samenhangende verdedigingslinie.

## Bescherming tegen het Rode leger
Nederland vreesde na de Tweede Wereldoorlog een landaanval van het rode leger omdat de Verenigde Staten en het Verenigd Koninkrijk hun strijdmachten fors ingekrompen hadden en de VS zich afwachtend opstelden tegenover mogelijke agressie van de Sovjet-Unie.
De Amerikanen gingen over op de zogenaamde Peripheral Defense, waarbij zij hun troepenmacht bij een aanval van het Sovjetleger zouden terugtrekken tot aan de Rijn, om vervolgens ter plekke de afweging te maken of de vijandelijke opmars gestopt kon worden, of dat een verdere terugtrekking naar Engeland nodig was, mogelijk gemaakt door een dekkingsmacht vanuit de Ardennen. De VS wilden een confrontatie over land met de Sovjet-Unie vermijden en in plaats daarvan in de Sovjet-Unie steden en industrieën aanvallen. 
De IJssellinie moest deze tactiek vertragen en kwam voort uit de noodzaak die Nederland voelde om zichzelf beter te beschermen. De linie werd aangelegd op verzoek van de NAVO.

## Opzet van de IJssellinie
De hoofdgedachte was dat door het volledig afdammen van de Waal en de Neder-Rijn al het water dat normaliter door die rivieren werd afgevoerd, de IJssel werd ingedrongen, die hierdoor niet alleen buiten zijn oevers zou treden, maar zelfs buiten zijn winterdijken. Hierdoor zou een gedeelte van Nederland, een strook met een breedte van 3 tot 15 kilometer van ongeveer IJsselmuiden ten noorden van Zwolle tot en met de Ooijpolder ten oosten van Nijmegen, geïnundeerd worden. Ook een fors deel van Duitsland zou bij grote waterafvoer onderlopen. Hierbij zou, zoals bij inundaties gebruikelijk, sprake zijn van een zorgvuldig gecontroleerd waterpeil: het water moest zo hoog zijn dat vijandelijke troepen niet meer over land zouden kunnen oprukken, maar niet zo hoog dat zij dat per (groter) schip zouden kunnen doen.
De aanleg van de IJssellinie bracht een aantal omvangrijke civieltechnische werken met zich mee, waarvan de voornaamste gevormd werden door drie stuwen: in de Neder-Rijn ter hoogte van Arnhem, in de Waal ter hoogte van Bemmel en in de IJssel ter hoogte van Olst. Het aanvankelijke plan voorzag in de aanleg van de eerstgenoemde twee werken, doch nadat uit berekeningen omtrent de toevoer van water bij diverse waterstanden was gebleken dat inundatie veel te langzaam zou geschieden, werd besloten ook bij Olst een stuw te plaatsen.
Bij de bouw moest rekening worden gehouden met de eis dat de normale waterafvoer van de rivieren, alsmede het scheepvaartverkeer daarover, in vredestijd zo min mogelijk gehinderd mocht worden. Tevens moest de bouw zo goedkoop mogelijk geschieden.

## Uitvoering
De stuwen bestonden uit twee pijlerdammen in de uiterwaarden, afgesloten door een landhoofd en een caisson met beweegbare kleppen. De caisson zou bij oorlogsdreiging met lieren tussen de beide landhoofden worden getrokken en daarna worden afgezonken, waarna de kleppen zouden worden gesloten. De pijlerdammen bestonden uit een brug met beweegbare kleppen tussen de pijlers. Bij oorlogsdreiging zouden ook deze kleppen worden gesloten. Om de druk, die door het aanzwellende water werd uitgeoefend, te weerstaan zou stroomopwaarts een grote hoeveelheid zand worden opgespoten, terwijl stroomafwaarts een aantal daartoe te vorderen binnenvaartschepen tegen de caisson tot zinken zouden worden gebracht. Voor de caissons en de zandzuigers werden, onmiddellijk stroomopwaarts van de pijlerdammen, havens gegraven.

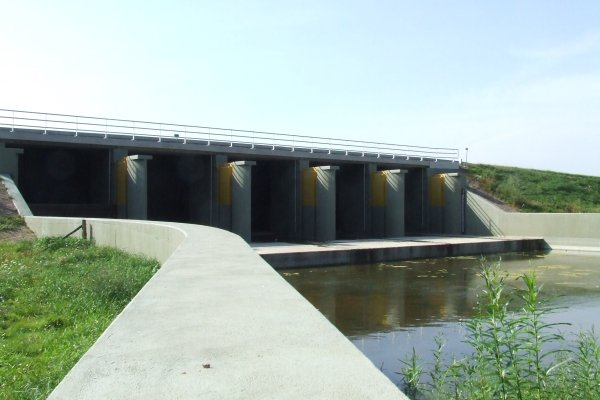
Militair kunstwerk 2313, een inlaatwerk met vijf kokers nabij Olst

Het gevolg van het afdammen van de Neder-Rijn en de Waal zou zijn dat de IJssel circa tienmaal zoveel water toegevoerd zou krijgen als normaal. Om te bereiken dat de inundatie zo snel mogelijk zou verlopen, werden op diverse plaatsen in de dijken van de IJssel in totaal 7 grote zogenaamde inlaatwerken gebouwd. In feite waren dit sluizen in de dijk, die in vredestijd afgesloten waren en bij oorlogsdreiging geheel of gedeeltelijk konden worden geopend. In de dijken van de Oude IJssel, het Pannerdensch Kanaal en in de oevers van het Overijssels Kanaal waren kleinere inlaatwerken gebouwd. Voorts waren op acht plaatsen - ook op de oostelijke dijken - voorzieningen getroffen om dijken op te blazen (zogenaamde springcoupures).
Aangezien het gevolg van het uitvoeren van de inundatie tevens zou zijn dat de Waal en de Neder-Rijn in korte tijd droog zouden komen te vallen, zou de zoetwatervoorziening in westelijk Nederland in gevaar komen. Om dit te voorkomen zou zoet water van het IJsselmeer naar Rotterdam worden geleid. Hiervoor waren diverse waterbouwkundige voorzieningen noodzakelijk.
Uiteraard zou het besluit tot inundatie grote gevolgen hebben voor het getroffen gebied. Rekening werd gehouden met een evacuatie van 410.000 personen.

## Bekendheid
Aan de IJssellinie werd zo weinig mogelijk ruchtbaarheid gegeven. De stuwen waren enigszins gecamoufleerd, doch vanaf de rivier uiteraard normaal zichtbaar. De belangstelling van de zijde van de bevolking leek echter gering, getuige reeds het feit dat de algemene bekendheid van deze waterlinie aanmerkelijk kleiner is dan die van de Hollandse Waterlinie. Radio Moskou bleek echter gezien uitlatingen in meerdere uitzendingen wel op de hoogte van het bestaan ervan.

## Bewapening

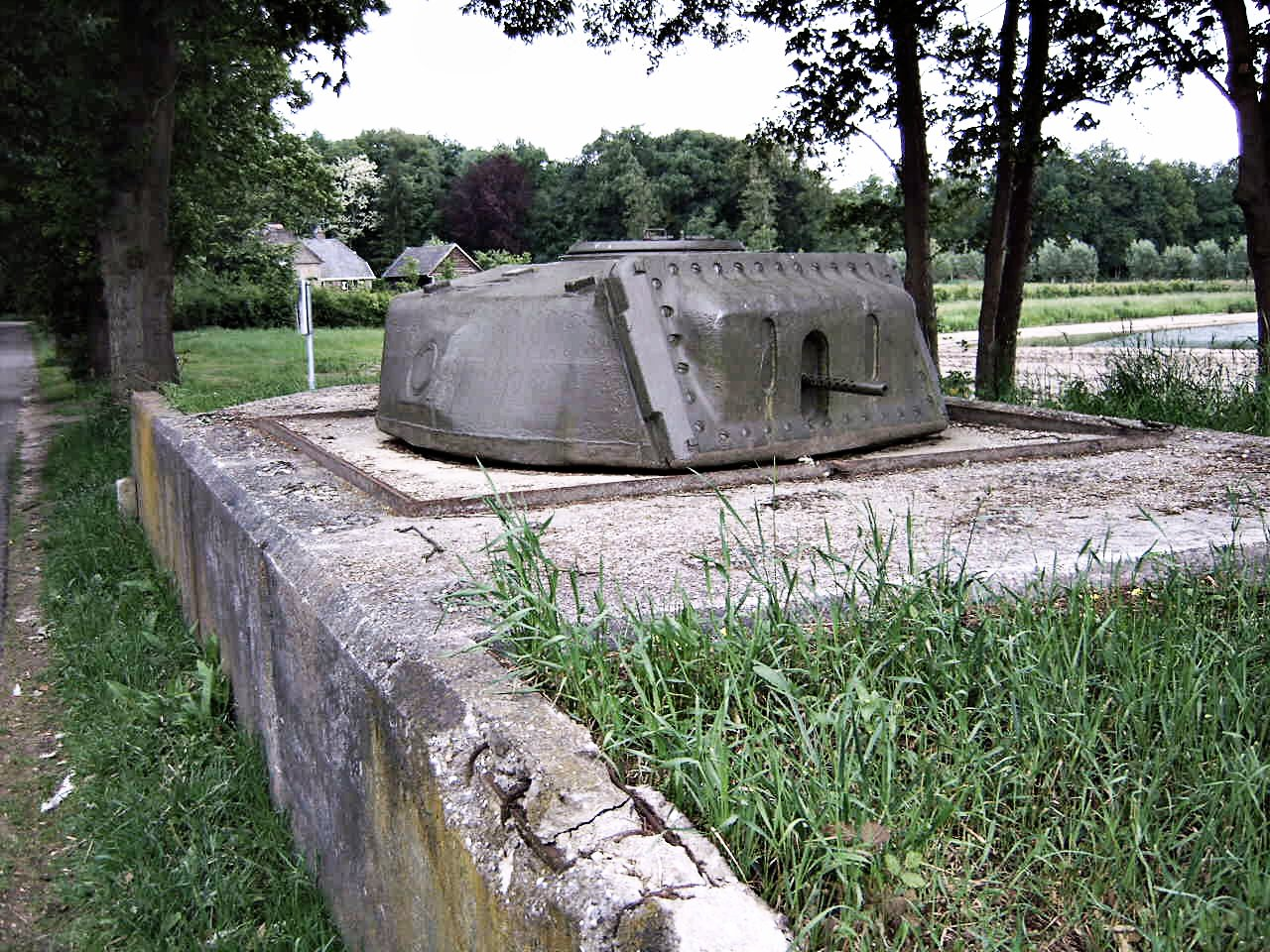
Ram tank in beton ingegoten (recente reconstructie, even ten zuiden van Olst)

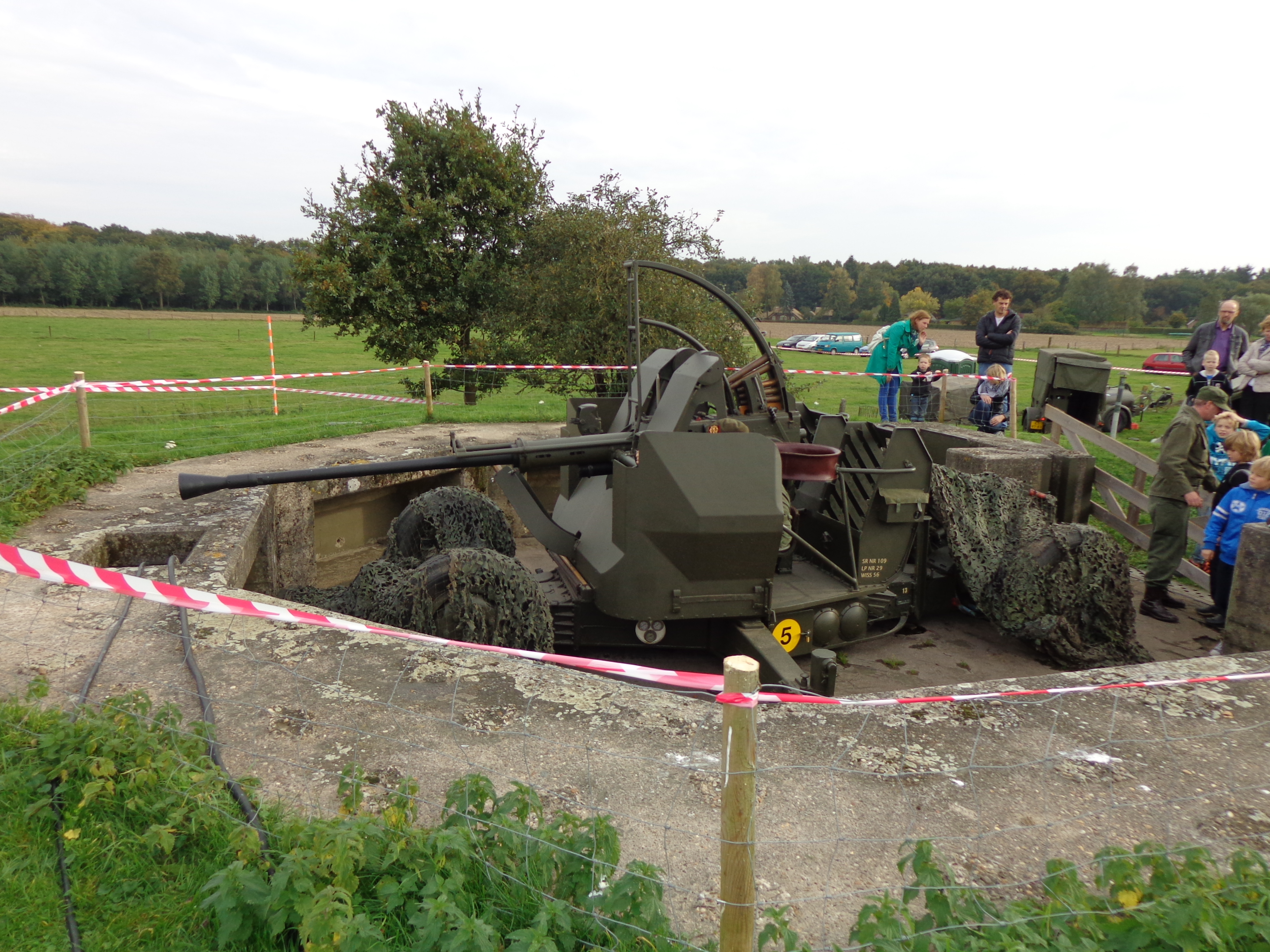
Bofors 40L70-kanon in bunker bij Olst

De stuwen van de IJssellinie waren uiteraard zeer kwetsbaar voor bombardementen en beschietingen; daarom waren die voorzien van bewapening. Bij de landhoofden waren bunkers gebouwd, ruim voorzien van luchtdoelgeschut zoals de Bofors 40L70-kanon en mitrailleurs. Ook werd wel een luchtgekoelde Bren of Browning mitrailleur toegepast. De tanks waren permanent bemand. In de te inunderen gebieden waren op diverse plaatsen geschutsopstellingen geplaatst. Grendelstellingen blokkeerden de dijklichamen van de hoofdwegen. Om budgettaire redenen was gekozen voor een sobere oplossing: een tankkazemat waarbij het geschut veelal bestond uit een door de geallieerden achtergelaten tank (vaak van het type Sherman maar de Canadese Ramtank werd ook gebruikt), die, ontdaan van de motor en andere voor de voortbeweging nodige delen, in beton werd ingegoten. De verblijven voor de geschutsbemanning waren beperkt tot het hoognodige. Bij een inundatie zouden zij voor onbepaalde tijd op zichzelf aangewezen zijn.

## Van struikelblok tot hoeksteen
Toen begonnen werd met de aanleg van de IJssellinie verwierf ook de Sovjet-Unie zich de waterstofbom en brak de Koreaanse Oorlog uit. De VS konden niet meer de Sovjet-Unie verwoesten zonder te vrezen voor een vergelding. West-Europa moest dus conventioneel verdedigd worden. Met de productiecapaciteit voor moderne bewapening die in de Koreaanse Oorlog was gecreëerd, rustten de VS op hun kosten de legers van Frankrijk, België en ook Nederland geheel nieuw uit. De vijf bondgenoten werden hierna in staat geacht het Sovjetleger te stoppen tijdens zijn opmars door Duitsland. De Rijn-IJssellinie werd een onneembare stelling, hecht verankerd op zijn uiterste linkerflank waar het nu tienmaal sterkere Nederlandse Leger zich veilig kon wanen achter zijn modderzee.

## Na 1960
Reeds in het begin van de jaren zestig verloor de IJssellinie zijn functie in de verdedigingsstrategie van de NAVO, toen na de vorming van de Bundeswehr de eerste verdedigingslijn naar het oosten werd verlegd. In 1964 werd besloten tot het opheffen van de linie en het ontmantelen van de diverse werken. Dit heeft enkele jaren in beslag genomen.

### Olst

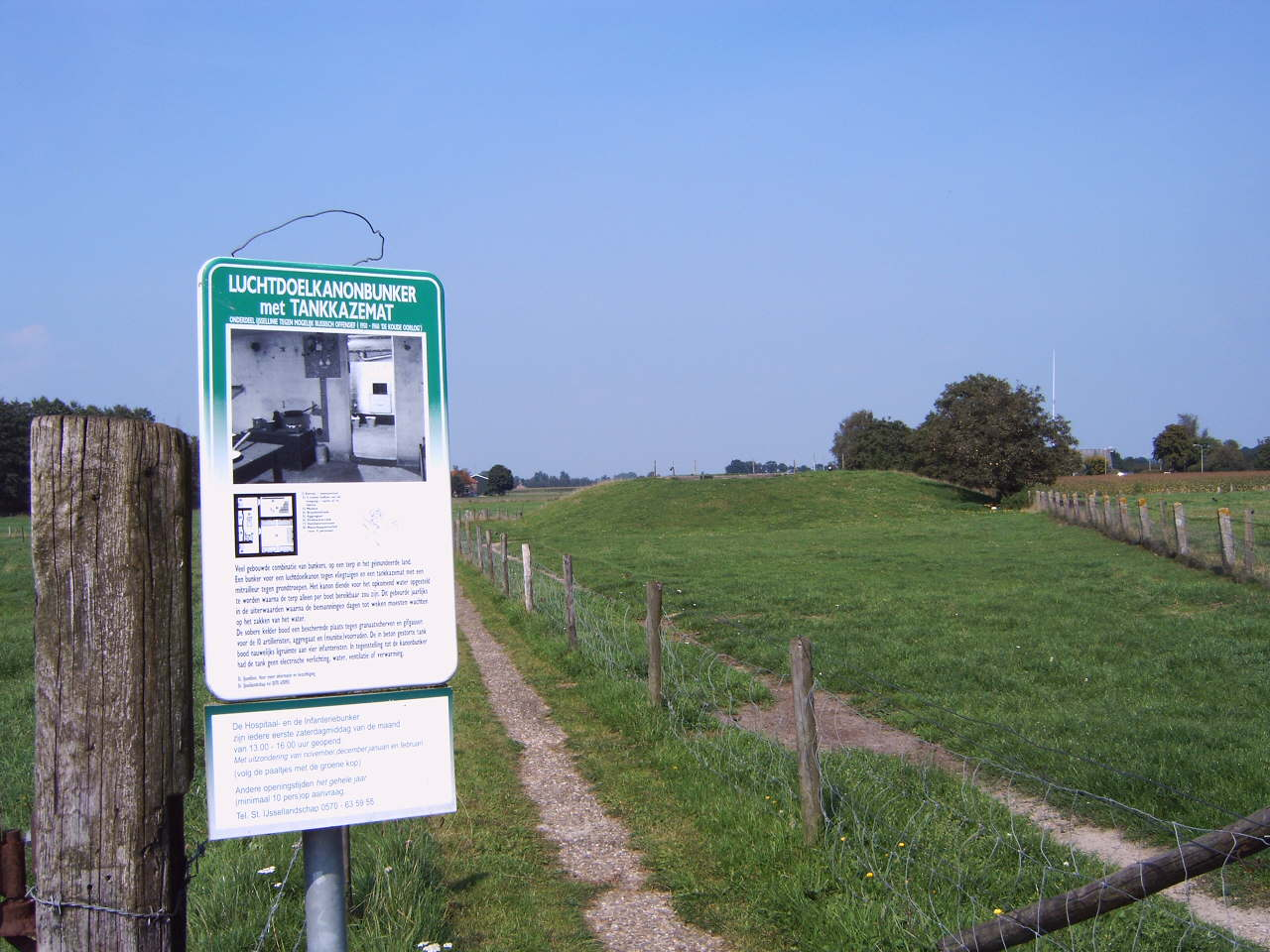
Bunker op landgoed De Haere

Van de IJssellinie zijn in het landschap nog veel sporen aan te treffen. Op en rond het landgoed De Haere even ten zuiden van Olst zijn over een groot gebied verspreid een aantal kazematten, bunkers en andere werken in gerenoveerde staat aanwezig. Ze maken deel uit van een museumproject. Er is een gemarkeerde wandelroute langs uitgezet. Aan de westelijke IJsseloever, ter hoogte van Welsum, zijn aanwezig: een zgn. landhoofd, een in originele staat verkerende commandopost en enkele kazematten.

### Meinerswijk

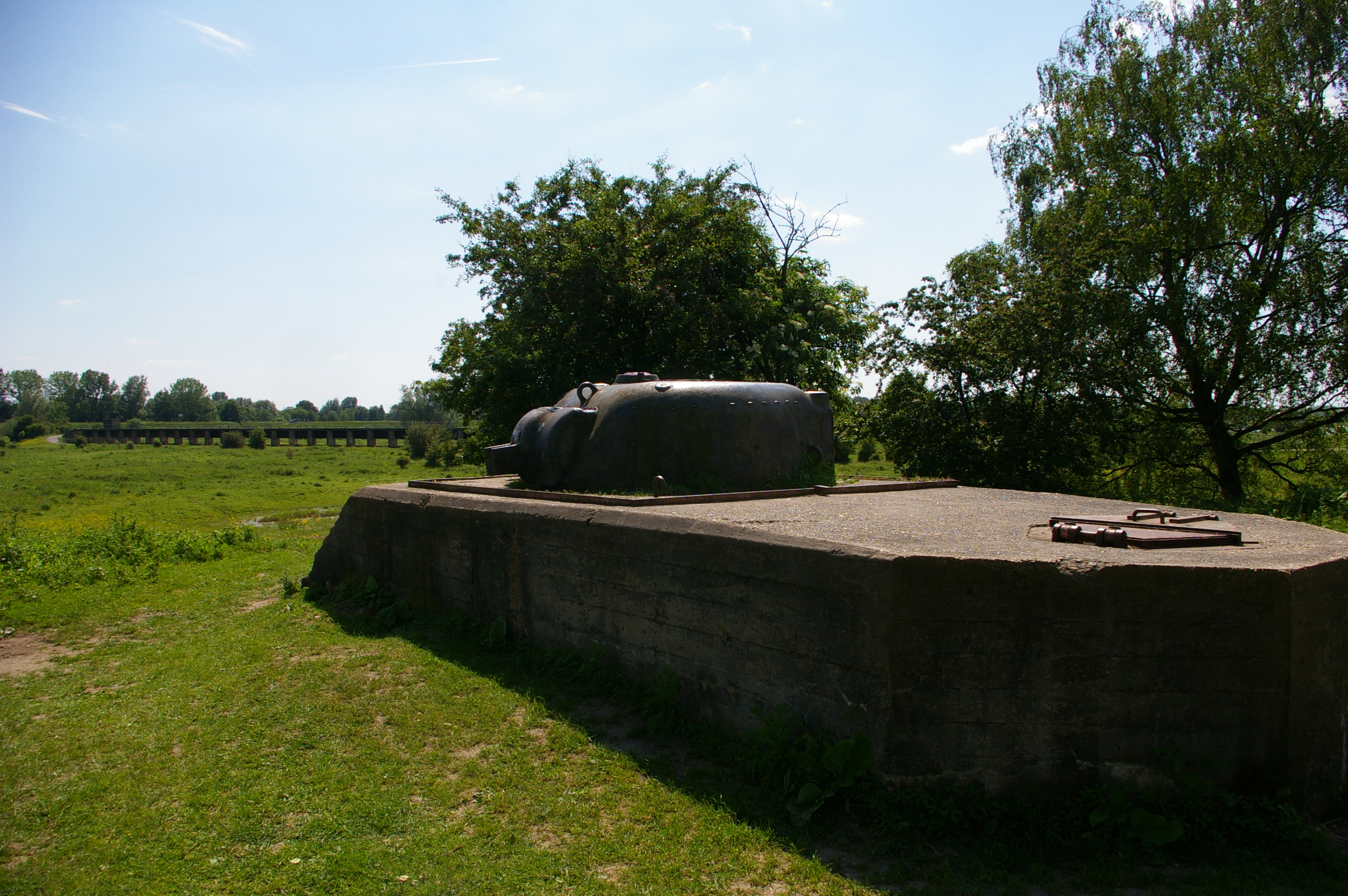
Kazemat in Meinerswijk

In Arnhem zijn in de uiterwaarden van Meinerswijk ook nog resten aanwezig zoals een pijlerdam, dijken in het landschap en kazematten gemaakt van tanks uit de Tweede Wereldoorlog. Aan de overkant van de Nederrijn aan de Klingelbeekseweg, alsmede op het terrein van Arnhems Buiten (KEMA-terrein) zijn ook nog geschutskoepels te vinden. Op dit terrein zijn verder een vrijwel intacte insteekhaven, een loods en een tweetal commandoposten aanwezig.

### Ooijpolder
In de Ooijpolder bij Nijmegen zijn nog vele betonnen constructies te vinden voor artillerie of bunkers met ingegraven Sherman tanks. Ook liggen hier een commandopost en een medische hulppost, gebouwd in de stijl van een bedrijfsgebouw en het zogenaamde defensie-eiland, een ringvormige dijk bij de Langstraat met 16 kazematten. Aan de overzijde, in de buitenpolder Haalderen, zijn overlaatdijken en enkele kazematten te vinden.

### Doesburg

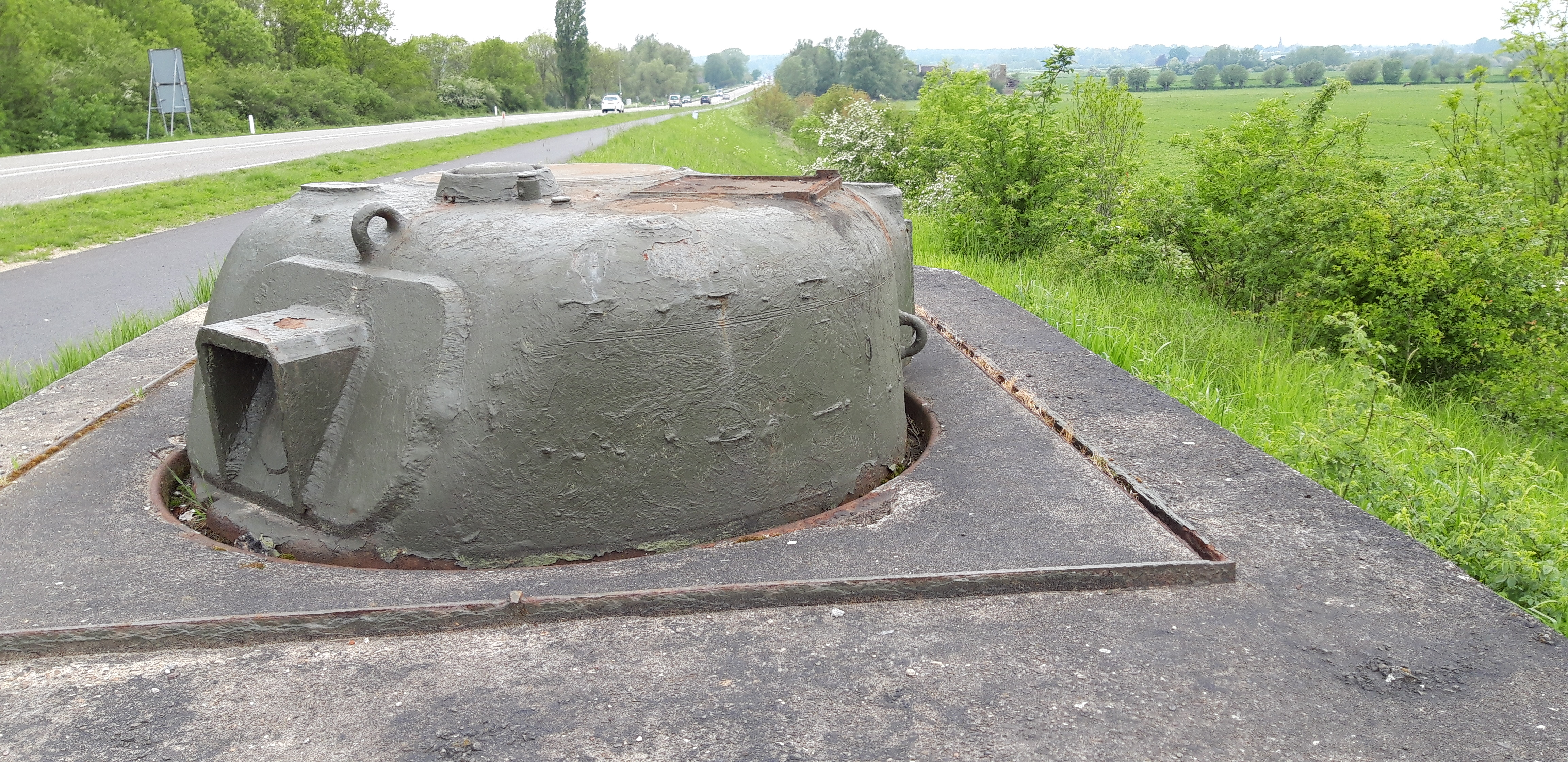
In beton ingegraven Shermantank bij Doesburg

Een ingegraven Shermantank is in 2019 nog te zien langs Provinciale weg 317, juist ten noorden van de IJsselbrug bij Doesburg.